# تشيفيتلا دل ترونتو
تشيفيتلا دل ترونتو (بالإيطالية: Civitella del Tronto)‏ هي بلدية في مقاطعة تيرامو في إقليم أبروتسو الإيطالي.

## السكان
في سنة 1861 بلغ عدد السكان 7٬054 نسمة، وتطور العدد ليصل في سنة 2011 لـ 5٬333 نسمة.
يظهر هذا المخطط البياني تطور النمو السكاني لـ تشيفيتلا دل ترونتو

## توأمة
لتشيفيتلا دل ترونتو اتفاقيات توأمة مع:
- سالزبورغ